# 킹스컵 (축구)
킹스컵 국제축구대회(태국어: ฟุตบอลชิงถ้วยพระราชทาน คิงส์คัพ)는 매년 태국에서 개최되는 초청식 국제 축구 대회이다. 1968년 태국 국왕인 푸미폰 아둔야뎃을 기념하기 위해 시작되었으며 이후 태국에서 계속 개최하고 있다. 1968년 이후로 1983년, 1985년, 2008년, 2011년, 2014년을 제외하고는 1년마다 개최되었다. 지금까지 여러 국가대표팀과 축구 팀이 참가하였다.

## 역대 대회
| 연도   | 우승                            | 준우승                          | 3위                           | 4위                           | 영상                                         | 비고 |
| ------ | ------------------------------- | ------------------------------- | ----------------------------- | ----------------------------- | -------------------------------------------- | ---- |
| 1968년 | 인도네시아                      | 버마                            | 태국                          | 말레이시아                    |                                              |      |
| 1969년 | 대한민국                        | 인도네시아                      | 베트남 공화국                 | 라오스                        | 한국 vs 인도네시아 (결승전) - 대한뉴스 745호 |      |
| 1970년 | 대한민국                        | 태국                            | 말레이시아                    | 인도네시아                    |                                              |      |
| 1971년 | 대한민국                        | 태국                            | 베트남 공화국                 | 인도네시아                    |                                              |      |
| 1972년 | 말레이시아                      | 태국                            | 대한민국 / 싱가포르           | 대한민국 / 싱가포르           |                                              |      |
| 1973년 | 대한민국                        | 말레이시아                      | 태국                          | 버마                          |                                              |      |
| 1974년 | 대한민국                        | 태국                            | 말레이시아                    | 크메르 공화국                 |                                              |      |
| 1975년 | 대한민국                        | 버마                            | 태국                          | 말레이시아                    |                                              |      |
| 1976년 | 태국 / 말레이시아               | 태국 / 말레이시아               | 대한민국                      | 태국 B팀                      |                                              |      |
| 1977년 | 대한민국 B팀 / 말레이시아       | 대한민국 B팀 / 말레이시아       | 인도                          | 태국                          |                                              |      |
| 1978년 | 말레이시아                      | 싱가포르                        | 대한민국 B팀                  | 태국                          |                                              |      |
| 1979년 | 태국                            | 대한민국 B팀                    | 태국 B팀                      | 싱가포르                      |                                              |      |
| 1980년 | 태국 / 육군 축구단              | 태국 / 육군 축구단              | 중화인민공화국 / 태국         | 중화인민공화국 / 태국         |                                              |      |
| 1981년 | 태국                            | 조선민주주의인민공화국 육군팀   | 폴로니아 바르샤바             | 바이 축구단                   |                                              |      |
| 1982년 | 태국                            | 대한민국                        | 태국 B팀                      | 싱가포르                      |                                              |      |
| 1984년 | 태국                            | 인도네시아                      | 웨스턴 오스트레일리아팀       | 리버풀 아마추어팀             |                                              |      |
| 1986년 | 조선민주주의인민공화국          | 오르후스 GF                     | 태국                          | 바이 축구단                   |                                              |      |
| 1987년 | 조선민주주의인민공화국          | 포항제철 아톰즈                 | 태국                          | 인도네시아                    |                                              |      |
| 1988년 | 덴마크 올림픽 대표팀            | FC 스와로브스키 티롤            | 태국                          | 소련 리그 선발팀              |                                              |      |
| 1989년 | 태국                            | FC 로토르 볼고그라드            | 럭키금성 황소                 | 중화인민공화국                | 럭키금성 경기                                |      |
| 1990년 | 태국                            | FC 로토르 볼고그라드            | 유공 코끼리                   | 상하이 세미프로               |                                              |      |
| 1991년 | 중화인민공화국 올림픽 대표팀    | FC 로토르 볼고그라드            | 태국                          | 태국 올림픽 대표팀            |                                              |      |
| 1992년 | 태국                            | FC 베를린                       | 태국 B팀                      | 톈진시 FC                     |                                              |      |
| 1993년 | 중화인민공화국                  | 태국                            | 대한민국 실업 선발팀          | 태국 올림픽 대표팀            |                                              |      |
| 1994년 | 태국 B팀                        | 독일 베스트팔렌 아마추어팀      | FC 로토르 볼고그라드          | 태국                          |                                              |      |
| 1995년 | FC 로토르 볼고그라드            | 일본 리그 선발팀                | 태국 / 태국 B팀               | 태국 / 태국 B팀               |                                              |      |
| 1996년 | 루마니아                        | 덴마크                          | 태국                          | 핀란드                        |                                              |      |
| 1997년 | 스웨덴 스칸디나비아 리그 선발팀 | 태국                            | 일본 리그 선발팀              | 루마니아                      |                                              |      |
| 1998년 | 대한민국                        | 이집트                          | 덴마크 B팀                    | 태국                          |                                              |      |
| 1999년 | 브라질 U-20                     | 조선민주주의인민공화국          | 태국                          | 헝가리 리그 선발팀            |                                              |      |
| 2000년 | 태국                            | 핀란드                          | 브라질 U-17                   | 에스토니아                    |                                              |      |
| 2001년 | 스웨덴 스칸디나비아 리그 선발팀 | 중화인민공화국                  | 태국                          | 카타르                        |                                              |      |
| 2002년 | 조선민주주의인민공화국          | 태국                            | 카타르                        | 싱가포르                      |                                              |      |
| 2003년 | 스웨덴 스칸디나비아 리그 선발팀 | 조선민주주의인민공화국          | 태국                          | 카타르                        |                                              |      |
| 2004년 | 슬로바키아                      | 태국                            | 헝가리                        | 에스토니아                    |                                              |      |
| 2005년 | 라트비아                        | 조선민주주의인민공화국          | 태국                          | 오만                          |                                              |      |
| 2006년 | 태국                            | 베트남                          | 카자흐스탄                    | 싱가포르                      |                                              |      |
| 2007년 | 태국                            | 이라크 B팀                      | 조선민주주의인민공화국        | 우즈베키스탄                  |                                              |      |
| 2009년 | 덴마크 스칸디나비아 리그 선발팀 | 태국                            | 레바논                        | 조선민주주의인민공화국        |                                              |      |
| 2010년 | 덴마크                          | 폴란드                          | 태국                          | 싱가포르                      |                                              |      |
| 2012년 | 대한민국 U-23                   | 덴마크 스칸디나비아 리그 선발팀 | 노르웨이                      | 태국                          |                                              |      |
| 2013년 | 스웨덴 스칸디나비아 리그 선발팀 | 핀란드 스칸디나비아 리그 선발팀 | 태국 / 조선민주주의인민공화국 | 태국 / 조선민주주의인민공화국 |                                              |      |
| 2015년 | 대한민국 U-23                   | 태국                            | 우즈베키스탄 U-23             | 온두라스 U-23                 |                                              |      |
| 2016년 | 태국                            | 요르단                          | 시리아                        | 아랍에미리트                  |                                              |      |
| 2017년 | 태국                            | 벨라루스 리그 선발팀            | 부르키나파소                  | 조선민주주의인민공화국        |                                              |      |
| 2018년 | 슬로바키아                      | 태국                            | 가봉                          | 아랍에미리트                  |                                              |      |
| 2019년 | 퀴라소                          | 베트남                          | 인도                          | 태국                          |                                              |      |
| 2022년 | 타지키스탄                      | 말레이시아                      | 태국                          | 트리니다드 토바고             |                                              |      |
| 2023년 | 이라크                          | 태국                            | 레바논                        | 인도                          |                                              |      |
| 2024년 | 태국                            | 시리아                          | 필리핀                        | 타지키스탄                    |                                              |      |

## 같이 보기
- 구정컵
- 기린컵
- 네루컵 국제축구대회
- 머라이언컵 국제축구대회
- 메르데카 국제축구대회
- 인도네시아 독립컵
- 자카르타 기념 국제축구대회
- 코리아컵 국제축구대회
- 퀸스컵
- IFA 실드